# 민주사회학생회
민주사회학생회(Students for a Democratic Society; SDS)는 미국의 학생운동 단체이자 미국 신좌파의 주요 갈래 중 하나였다. 1960년대에 형성되었으며 1970년대 이후로는 신공산당 운동으로 이어졌다.